# Municipalité (Inde)
Une municipalité, en Inde, est l'administration locale d'une ville. Le système d'organisation des municipalités diffère de celui des zones rurales, qui relèvent du système de panchayats.
En 2001, l'Inde comptait 3 723 municipalités.

## Administration municipale
L'existence des municipalités est garantie par la Constitution de l'Inde depuis l'adoption du 74e amendement en 1992 qui prévoit trois types d'organisations municipales :
- le panchayat de ville (नगर पंचायत (nagār paṁcāyat)) pour les zones en transition d'une zone rurale à une zone urbaine ;
- le conseil municipal (en) (नगर पालिका (nagār pālikā)) pour les villes intermédiaires ;
- la corporation municipale (नगर निगम (nagār nigām)) pour les grandes villes.

Structure administrative de l'Inde.

Ces administrations locales sont dirigées par un conseil élu au suffrage universel direct tous les cinq ans. Leurs compétences varient d'un État à l'autre, mais incluent généralement la distribution de l'eau, le traitement des déchets, les écoles, les loisirs, l'urbanisme, l'état civil, les services incendie, les travaux d'infrastructure, la sécurité publique. Les sources de revenu d'une municipalité sont les taxes sur l'eau, les taxes d'habitation, les taxes sur les marchés, les taxes sur les divertissements et les véhicules, et enfin les subventions gouvernementales.
Des fonctionnaires de l'Indian Administrative Service sont aussi choisis par la municipalité pour le contrôle des affaires administratives de la municipalité concernant l'ingénierie, dont les travaux publics, les services sanitaires, les services de santé et d'éducation. Ces derniers restent payés par l'état.

## Classification des villes

### Recensement
En Inde, une ville de recensement (en anglais : census town) est une ville qui compte :
- au moins 5 000 habitants ;
- au moins 75 % des hommes actifs engagés dans des travaux non agricoles;
- une densité de population d’au-moins 400 habitants/km2.

### Classification administrative
Les villes indiennes sont classées selon deux systèmes afin d'évaluer le montant des subventions qui leur sont versées:
- la subvention compensatoire de la ville (Compensatory City Allowance ou CCA)
- la subvention de loyer (House Rent Allowence ou HRA) créée initialement par la cinquième Central Pay Commission en 1997.

Ces paramètres ont été révisés par la sixième Central Pay Commission en 2008 et les villes sont classées en trois groupes,, : X, Y ou Z.
| HRA classification | City                     |
| ------------------ | ------------------------ |
| X                  | Bangalore                |
| X                  | Chennai (Madras)         |
| X                  | Delhi                    |
| X                  | Hyderabad                |
| X                  | Kolkata (Calcutta)       |
| X                  | Mumbai (Bombay)          |
| Y                  | Agra                     |
| Y                  | Ahmedabad                |
| Y                  | Aligarh                  |
| Y                  | Allahabad                |
| Y                  | Amravati                 |
| Y                  | Amritsar                 |
| Y                  | Asansol                  |
| Y                  | Aurangabad               |
| Y                  | Bareilly                 |
| Y                  | Belgaum                  |
| Y                  | Bhiwandi                 |
| Y                  | Bhopal                   |
| Y                  | Bhubaneswar              |
| Y                  | Bikaner                  |
| Y                  | Chandigarh               |
| Y                  | Coimbatore               |
| Y                  | Cuttack                  |
| Y                  | Dehradun                 |
| Y                  | Dhanbad                  |
| Y                  | Durg-Bhilai Nagar        |
| Y                  | Faridabad                |
| Y                  | Ghaziabad                |
| Y                  | Gorakhpur                |
| Y                  | Guntur                   |
| Y                  | Guwahati                 |
| Y                  | Gwalior                  |
| Y                  | Hubli-Dharwad            |
| Y                  | Indore                   |
| Y                  | Jabalpur                 |
| Y                  | Jaipur                   |
| Y                  | Jalandhar                |
| Y                  | Jammu                    |
| Y                  | Jamnagar                 |
| Y                  | Jamshedpur               |
| Y                  | Jodhpur                  |
| Y                  | Kanpur                   |
| Y                  | Kozhikode                |
| Y                  | Kochi                    |
| Y                  | Kolhapur                 |
| Y                  | Kota                     |
| Y                  | Lucknow                  |
| Y                  | Ludhiana                 |
| Y                  | Madurai                  |
| Y                  | Mangalore                |
| Y                  | Meerut                   |
| Y                  | Moradabad                |
| Y                  | Mysore                   |
| Y                  | Nagpur                   |
| Y                  | Nashik                   |
| Y                  | Patna                    |
| Y                  | Puducherry               |
| Y                  | Pune                     |
| Y                  | Raipur                   |
| Y                  | Rajkot                   |
| Y                  | Ranchi                   |
| Y                  | Salem                    |
| Y                  | Solapur                  |
| Y                  | Srinagar                 |
| Y                  | Surat                    |
| Y                  | Thiruvananthapuram       |
| Y                  | Tiruchirappalli          |
| Y                  | Tirunelveli              |
| Y                  | Vadodara                 |
| Y                  | Varanasi                 |
| Y                  | Vijayawada               |
| Y                  | Visakhapatnam            |
| Y                  | Warangal                 |
| Z                  | Toutes les autres villes |